# 粗面岩
粗面岩是一种化学成分和正长岩相同的火山喷出岩石，基质为隐晶质，有气孔或多孔的熔渣构造，表面粗糙，所以名为粗面岩，可以有灰色、灰白色、浅褐黄色、浅肉色等多种颜色，有斑状结构，其斑晶多为无色透明的透长石。通常和流纹岩或安山岩伴生。
根据其中所含有的长石不同，粗面岩基本分为：
- 钾质粗面岩，主要含有碱性长石；
- 钠质粗面岩，主要含有钠长石和歪长石。